# Sławomir Zieleniewski

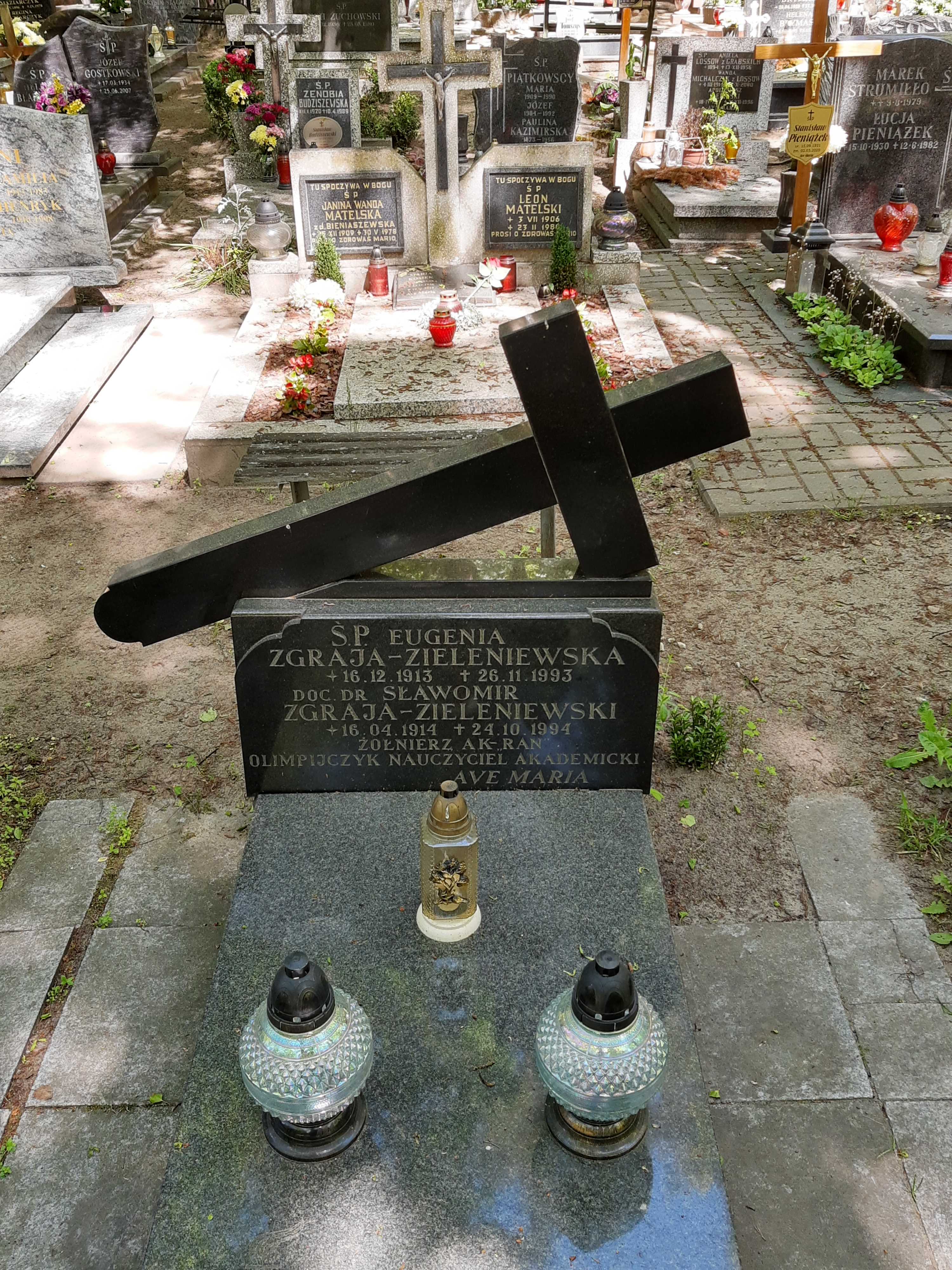
Grób Sławomira Zieleniewskiego na Cmentarzu Srebrzysko

Sławomir Zieleniewski (ur. 16 kwietnia 1914 w Mierzwicach, zm. 24 października 1994 w Gdańsku) – teoretyk wychowania fizycznego, trener lekkoatletyki, działacz sportowy.

## Życiorys
Studiował w Centralnym Instytucie Wychowania Fizycznego w Warszawie. Przed wojną reprezentował jako lekkoatleta barwy klubów warszawskich - SKS Grażyna (1934–1935) i Polonii (1936–1939). Był żołnierzem AK (pseud. Ran), walczył na Kielecczyźnie i Podlasiu.
Po wojnie osiadł w Gdańsku. Był współzałożycielem gdańskiej Lechii (1945) oraz Gdańskiego Okręgowego Związku Lekkoatletyki. Trenował kadrę narodową miotaczy w okresie Wunderteamu; do jego podopiecznych należeli m.in. kulomioci Alfred Sosgórnik, Władysław Komar, Edmund Antczak oraz młociarze Olgierd Ciepły i Tadeusz Rut. W latach 1981–1984 i 1988–1992 był prezesem Gdańskiego Okręgowego Związku Lekkoatletyki.
Pracę doktorską obronił na Akademii Wychowania Fizycznego we Wrocławiu. Pracownik naukowy gdańskiej AWF (docent), był dyrektorem Instytutu Sportu oraz prodziekanem.
Odznaczony został m.in. w 1956 Srebrnym Krzyżem Zasługi, Krzyżami Kawalerskim i Oficerskim Orderu Odrodzenia Polski, Krzyżem AK oraz medalem "Za zasługi dla Polskiego Komitetu Olimpijskiego". Pochowany na Cmentarzu Srebrzysko w Gdańsku (rejon V, kwatera IV-9-4). Od 1999 jest patronem memoriału rzutów lekkoatletycznych w Skórczu.